# South Lake Tahoe
South Lake Tahoe är en stad i El Dorado County i Kalifornien. Staden, som är belägen i Sierra Nevada, vid södra stranden av Tahoesjön, hade 21 403 invånare vid folkräkningen år 2010.
Näringslivet präglas till stor del av turism. Bergsklimatet ger området milda till varma somrar och kalla vintrar.
Den 24 juni 2007 utbröt en skogsbrand i området vid Seneca Pond utanför staden Meyers, fem kilometer söder om South Lake Tahoe. Branden spreds och orsakade omfattande förstörelse.